# Edward L. Romero
Edward L. Romero (també Romæro, nascut el 2 de gener del 1934) és un empresari, activista i exdiplomàtic nord-americà. Va ser ambaixador dels Estats Units a Espanya i Andorra entre els anys 1998 i 2001, i va participar en diverses causes mediambientals i socials, obtenint el reconeixement d'organitzacions tant als Estats Units com a Espanya.

## Biografia

### Joventut
Edward L. Romero va néixer el 2 de gener del 1934 a Alamosa (Colorado), després que la seva família s'hi traslladés des d'Albuquerque (Nou Mèxic). La seva mare va ser presidenta del districte del sud de Colorado durant trenta-set anys i delegada d'Adlai Stevenson.
Alguns dels seus avantpassats van ser colons espanyols procedents de Corral de Almaguer, un municipi de Toledo (Castella - la Manxa), i es van instal·lar a Nou Mèxic el 1598. El seu avi era membre de la fraternitat de Nou Mèxic.
La seva llengua materna és l'espanyol, però actualment parla anglès i espanyol amb fluïdesa.
En la seva joventut, va combatre a la guerra de Corea, i després va estudiar a la Universitat Estatal de Los Angeles i el Citrus College. Va mudar-se a Nou Mèxic després de graduar-se.
Durant la guerra del Vietnam, va ser especialment crític amb el conflicte i va ajudar a crear un grup activista anomenat "Veterans Against Vietnam" (veterans contra Vietnam).

### Carrera política
Després de la guerra del Vietnam, es va convertir en president de comtat del Partit Demòcrata.
Ha estat membre del Comitè Assessor per a la Política de Serveis del Representant de Comerç dels Estats Units, encarregant-se de dirigir diverses delegacions dels Estats Units a Mèxic.
Durant l'Administració Carter va ser membre del Comitè Assessor Federal per a Negociacions Comercials i de les Delegacions Nord-americanes per als Acords de Hèlsinki.

### Ambaixador d'Andorra i Espanya
El 2 d'abril del 1998, el president Bill Clinton va anunciar el nomenament d'Edward L. Romero com al següent ambaixador dels Estats Units a Espanya, i l'1 de juny el va nomenar també ambaixador a Andorra. Aquest càrrec va ser ratificat pel Senat el 23 de juny.
El 28 de juny, l'ambaixador Romero va arribar a Madrid, i el 30 de juny va presentar les seves credencials al Rei Juan Carlos.
L'any 2001 va ser substituït per George Argyros com a ambaixador d'Espanya.

### Líder de la comunitat hispana
Va fundar la Fundació de Cultura Hispana i el Centre Nacional de Cultura Hispana, i ha participat en el Comitè Assessor Hispà del President.
Va ser membre fundador de la Cambra de Comerç Hispana d'Albuquerque i del Consell del Congressional Hispanic Caucus Institute (Institut del Comitè de Congressistes Hispans). Va ser membre de la Fundació Cultural Hispana i del Centre Nacional de Cultura Hispana de Nou Mèxic.
L'any 1989, la Cambra de Comerç Hispana el va nomenar Empresari Nacional Hispà de l'Any.

### Empresari
És un dels fundadors de "Valor Telecommunications Southwest, LLC". Va ser fundador, president i director general d'Advanced Sciences, Inc., una corporació internacional d'enginyeria ambiental i gestió de residus. Va continuar ostentant el càrrec de president i director després que la companyia es fusionés amb Commodore Applied Technologies, Inc.

## Reconeixements
- Al setembre del 1989, l'Administració de Petites Empreses dels EUA el va nomenar Empresari Regional Hispà de l'Any.
- En 1989, la Cambra de Comerç Hispana dels EUA el va nomenar Empresari Nacional Hispà de l'Any.
- En 1991, també va ser esmentat en la publicació “Hispanic Heroes – Portraits of New Mexicans Who Have Made a Difference” (Herois hispans: Retrats de nous mexicans que han marcat la diferència), escrita per Rose Díaz i Jan Dodson Barnhart.
- El 21 de març del 2001, el Rei Juan Carlos I d'Espanya li va concedir la Gran Creu de l'Ordre d'Isabel I de Castella.
- Ha rebut premis i reconeixements de diferents organitzacions nord-americanes i espanyoles, incloses la Fundació Nacional del Ronyó dels EUA, la Lliga Antidifamació de Nou Mèxic, la National Hispanic Scholarship Foundation i la Societat d'Esclerosi Múltiple dels EUA.
- És Membre Honorari de la Confraria Internacional d'Investigadors de Toledo.
- Membre Honorari de la Il·lustre i Antiquíssima Germanor de Cavallers Mossàrabs de Toledo.
- Cavaller de l'Ordre del Sant Sepulcre de Jerusalem de Madrid.
- Membre Acadèmic Honorari de l'Acadèmia Mundial de Ciència i Tecnologia de València.

## Vida personal
Romero es va casar amb Cayetana García i tenen quatre fills i vuit nets. Ella és descendent dels primers colons espanyols de Nou Mèxic.
Romero és gran admirador de les curses de braus i del toreig i participa en diverses activitats cíviques i caritatives.